# Remscheid
Remscheid és una ciutat d'Alemanya, integrada en el sector administratiu de Düsseldorf, a Renània del Nord-Westfàlia, i situada als voltants de Wuppertal i Solingen. Ocupa una àrea de 74,6 km² i té 117.717 habitants (desembre de 2003).